# Kostel svaté Máří Magdaleny (Holany)
Kostel svaté Máří Magdalény je pozdně barokní chrám ve středu městyse Holany na Českolipsku. Byl postaven koncem 18. století, zřejmě na místě původní stavby z 14. století. Kostel včetně ohradní zdi je chráněn jako kulturní památka České republiky.

## Historie

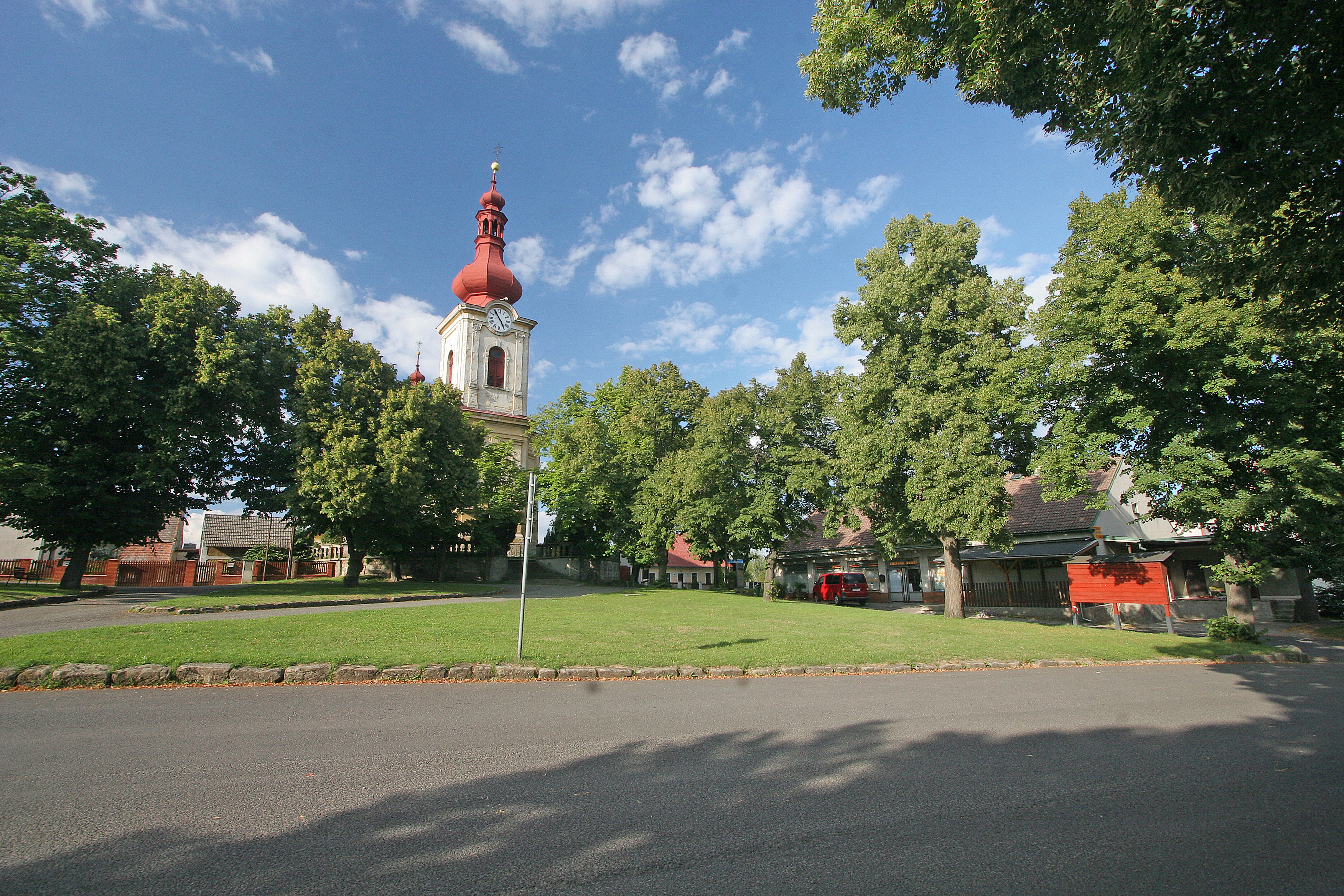
Náves s kostelem

První záznam o existenci středověkého kostela v Holanech pochází z roku 1352, tedy snad v době vzniku městečka. Jsou však důvody se domnívat, že zde stál již o 100 let dříve. Není prokázáno, kde přesně původní kostel z doby tehdejších vlastníků Berků z Dubé stál. Zásluhou pozdějšího majitele zdejšího panství hraběte Jana Josefa Kounice a litoměřického biskupa Mořice Adolfa, knížete Saského došlo v letech 1753 či 1754 k obnovení farnosti a dali postavit v obci faru. V letech 1785 až 1788 byl postaven nynější kostel. Stavební plán se zachoval (stav 2008) v děčínské pobočce litoměřického oblastního archivu. Mobiliář kostela pocházel hlavně z kostelů zrušených za josefínských reforem. Hlavním mecenášem stavby byl Joseph Franz Edler von Friedrich, v té době stavební písař u císařského dvora ve Vídni, jehož otec z Holan pocházel.
Ve věži kostela je ve zvonovém patře, které je otevřeno trojicí velkých oken ze žaluziemi, dva barokní zvony z roku 1657 od zvonaře Leonharda Löwa. Zvony zvoní dnes jen před poutní mši svatou, která se koná na konci července. Tyto zvony nejsou původní, pocházejí totiž ze zrušeného pražského kostela svaté Máří Magdalény z Prahy na Malé Straně. V lucerně věže je zavěšen původní zvon, pochází ještě z předchozí gotické stavby, podle tvaru lze usoudit, že je z počátku 16. století od zvonaře Tomáše z Litoměřic.